# Vostok
För andra betydelser, se Vostok (olika betydelser).
Vostok (Восто́к, ryska för "Öst"), rysk (sovjetisk) rymdkapsel avsedd för en person. Vostokprojektet påbörjades 1 juni 1956 och avbröts den 19 juni 1963. Farkosten hade en sfärisk kabin för kosmonauten samt en massa på 4 500 – 5 500 kg. 
Tre olika versioner av Vostok-kapseln togs fram:
- Vostok 1K: prototyp, flög 6 gånger
- Vostok 2K: fotorekognosceringsfarkost, senare omdöpt till Zenit-2
- Vostok 3K: flögs 8 gånger, 6 av dessa var bemannade

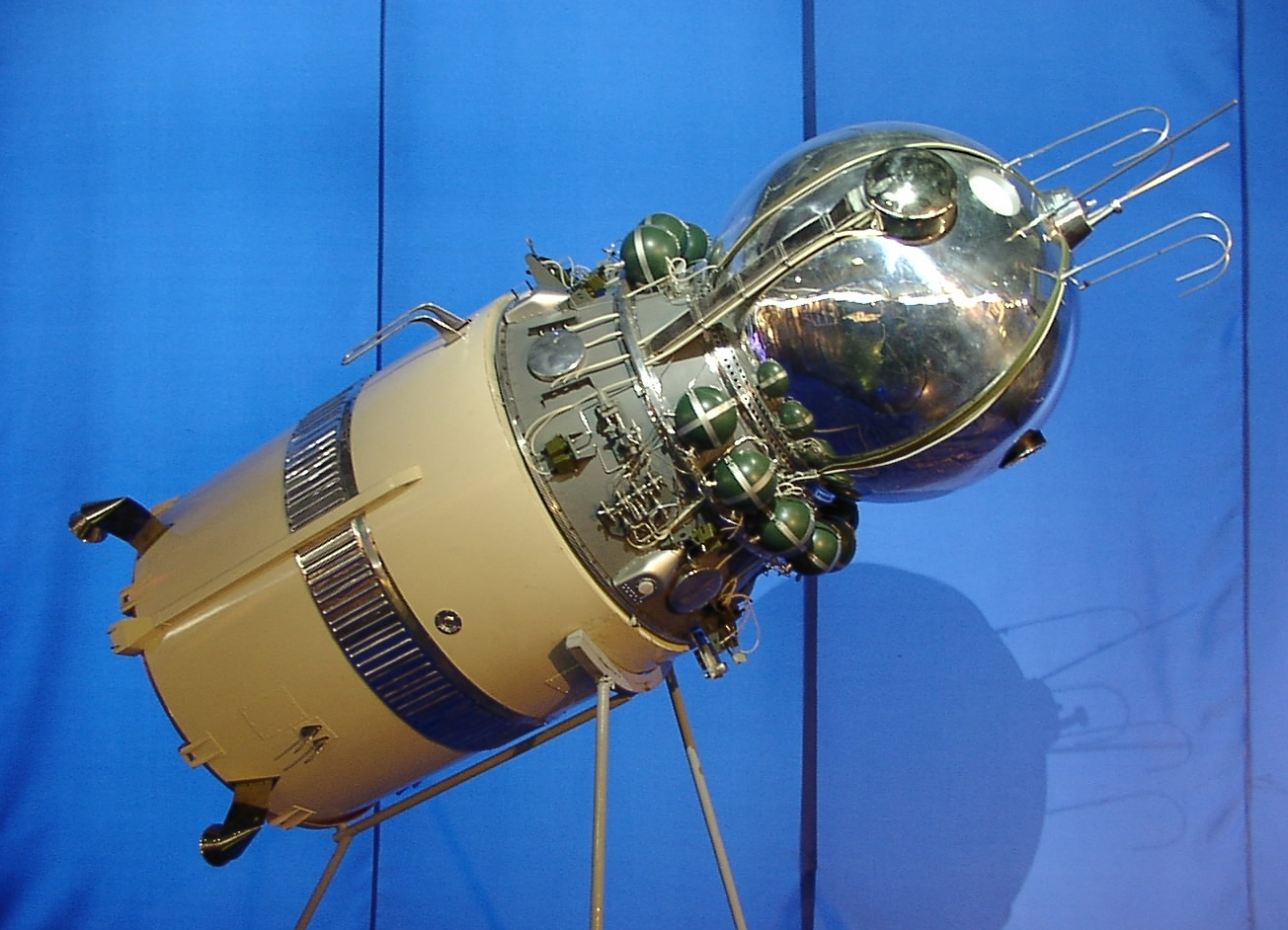
Modell av Vostok med Semjorka-raketens andra steg.

I april 1961 blev Jurij Gagarin första människan att genomföra en bemannad rymdfärd, då han färdades i Vostok 1 och juni 1963 blev Valentina Teresjkova första kvinnan att genomföra en bemannad rymdfärd, då hon färdades i Vostok 6.